# ورگه‌دوز
ورگه‌دوز (به لاتین: Vərgədüz) یک منطقه مسکونی در جمهوری آذربایجان است که در شهرستان یاردیملی جای دارد.
ورگه‌دوز ۱۲۴۸ نفر جمعیت دارد.

## تاریخچه
این ناحیه پیش‌تر ورگه‌دوزان نام داشت و شهر یاردیملی در مجاورت این روستا قرار داشت و سپس گسترش یافت. هنوز هم تالش‌ها یاردیملی را با نام ورقدیز یا ورگه‌دوز می‌شناسند.